# Amtsgericht Danzig
Das Amtsgericht Danzig (polnisch: Dawny Królewski Sąd Ziemski i Administrazyjny) in Danzig ist ein Anfang des 20. Jahrhunderts in der damals westpreußischen Stadt errichtetes Gerichtsgebäude. Zugleich ist es eine Justizeinrichtung in der polnischen Stadt Gdansk (dt. Danzig), die das hier beschriebene Bauwerk seit dem Jahr 1945 weiternutzt.
Das Gebäude ist stadthistorisch und aus Denkmalschutzgründen bedeutsam.

## Das Gebäude

### Lage
Das komplexe Bauwerk umfasst rund 5700 m² Grundfläche und wird von den Straßenzügen Strzeletzka ulica im Westen sowie Nowe Ogrody im Süden begrenzt. Auf der Ost- und der Nordseite schließen sich weitere amtliche Bauten an wie das Gefängnis und das Berufungsgericht bzw. Appellationsgericht.

### Vorgeschichte

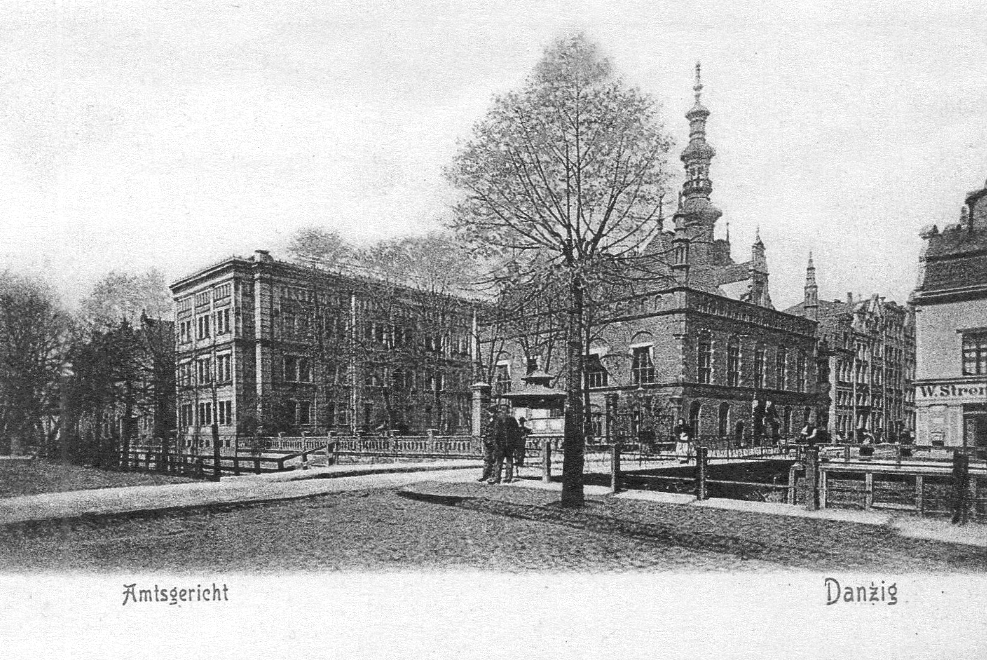
Gebäude des ersten städtischen (alten) Amtsgerichtes in Danzig (Foto um 1870)

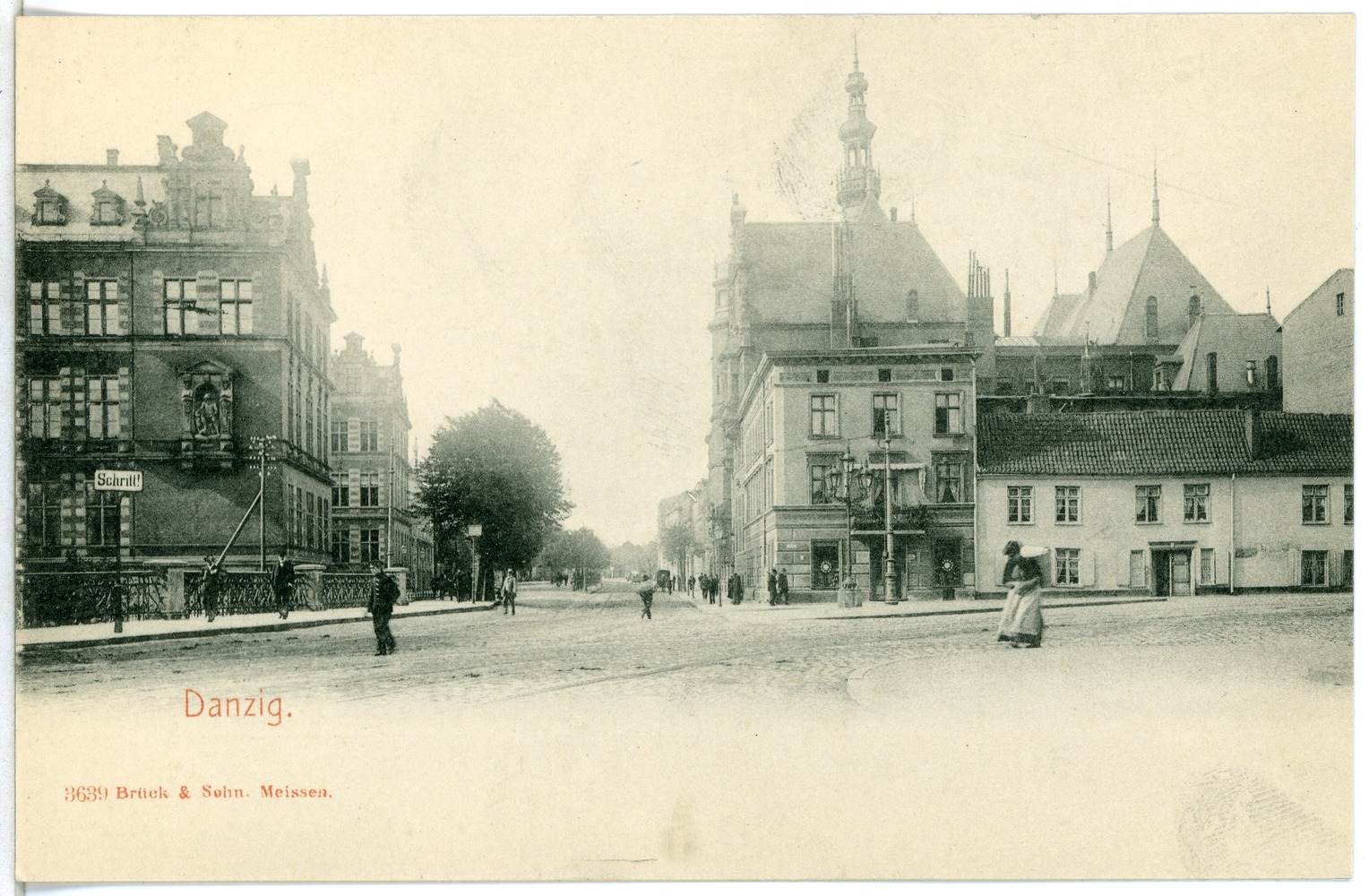
Teil des histor. Amtsgebäudes (linke Seite) im Neugarten, 1903

Im Jahr 1858 hatte die Danziger Stadtverwaltung einen neuen Sitz für die Staatsanwaltschaft und das Gericht in der Neugarten-(Straße) in Betrieb genommen (siehe Bild). Auf benachbarten Grundstücken wurden ein Zuchthaus und eine Haftanstalt errichtet. Die Probleme, die mit der verbleibenden Aufteilung der Justizeinrichtungen auf zwei Standorte – Neugarten und Korzenna-Straße – verbunden waren, führten dazu, dass nach knapp 30 Jahren ein Neubau beschlossen wurde, um die gesamte Gerichtsbarkeit an einem Ort zu konzentrieren. Dazu erwarb die Stadt im Jahr 1879 ein Baugrundstück im Karree Nowe Ogrody-(=Neugarten) 30/34, Kurkowa- und Strzelecka-(=Schützen)-Straße und ließ hier zunächst einen Gefängnisbau errichten. Auf dem Rest des Areals befanden sich noch Bauten der Firma Dr. Schuster & Kaehler, Minierwasser-(Mineralwasser-)Produzent und Großhändler für Apothekenmaterialien und Chemikalien sowie einige kleine Wohnhäuser.
Bei Erweiterungsarbeiten des Gefängnisses (1902–1905) wurde für das neue große Gerichtsgebäude das Baufeld Neugarten 30–34 freigeräumt, d. h. die Wohn- und Gewerbebauten mussten abgetragen werden. Im Vorfeld hatte es einen Gestaltungswettbewerb für einen Gerichtsbau gegeben, den der deutsche Architekt, Landbauinspektor und Hochschullehrer Ernst Petersen gewonnen hatte. Er erhielt dann auch den Auftrag zum Bau.

### 1910–1913: Bau des neuen Gerichtskomplexes
Nach Petersens Plänen, für deren detaillierte Ausarbeitung auch die Architekten Bruno Paul und Paul Marcus hinzugezogen worden waren, entstand schließlich, in – gegenüber den Plänen – leicht abgewandelter Form der neue Justizpalast im niederländischen Neorenaissancestil. Weggelassen wurde das Türmchen, das das Dachgeschoss des Gebäudes krönen sollte. Die Bauleitung lag bei Petersen, an der Ausstattung beteiligt waren unter anderem die Kunstschlossereien Julius Schramm (Berlin) und Paul Golde (Wilmersdorf bei Berlin). Nach Fertigstellung des Komplexes im Jahr 1913 gab es folgende Nutzungen: ein Flügel für das Amtsgericht mit Räumen für den Gerichtsvollzieher, ein Flügel für das Landgericht und das Katasteramt, der schmale nördliche Flügel diente der Zivilprozessabteilung und der Staatsanwaltschaft.
Als Baukosten waren rund 2086 Millionen Mark entstanden.

### Architektur

#### Überblicksbeschreibung
Das Justizgebäude ist ein sechsgeschossiges dreiflügeliges Bauwerk mit Schmuckfassaden im Renaissance-Stil mit vier umschlossenen Innenhöfen unterschiedlicher Größe.
Der gesamte Bau wurde mit Steinankern im lehmigen Sandboden gegründet.
Das Fundament ist bis oberhalb der Kellerfenster mit polierten Natursteinquadern verkleidet. In allen Portalumrandungen sind mittig steinerne Löwenköpfe platziert. Die gleichhohen Trakte des Komplexes schließen mit ineinander übergehenden Pultdächern ab, die mit roten Dachziegeln gedeckt sind.

Zwei Treppentürme (Nord und Süd) im östlichen Innenhof erschließen die Etagenzugänge. Alle Fassaden sind hellbeige verputzt, Fenster und Simse teilweise mit hellbraunen oder weißen Rahmungen betont.

#### Südlicher Flügel
Die südliche schmalere Seite ist absolut symmetrisch gestaltet, sie weist 13 Achsen auf und stellt die Schauseite zur Nowe Ogrody dar. Sie wird dominiert von drei Schmuckgiebeln sowie einem mittigen großen Portal mit einer Wappenkartusche darüber, die ehemals den preußischen Adler zeigte (der nach 1945 jedoch abgeschlagen worden ist). Erhalten ist die preußische Königskrone darin.  Das Portal wird von steinernen Halbfiguren-Wächtern flankiert. Die Aufschrift Königliches Land- und Amtsgericht wurde nach 1945 ebenfalls entfernt. Rechts und links neben dem Hauptportal befindet sich je ein weiteres aber kleineres Portal. Fünf Fensterachsen im Mitteltrakt sind optisch zu einem Fensterband zusammengefasst und mit Reliefs umrahmt. Über diesen Fenstern sind Verdachungen angeordnet mit darüberliegenden Halbrundnischen, in der jeweils ein steinerner Kopf angebracht ist. Es ist nicht überliefert, welche Personen hier symbolisiert worden sind. Hinter dem Hauptportal in Nowe Ogrody öffnet sich ein prunkvolles Foyer mit gewölbter Eingangshalle, die Kuppel ist mit runden Fenstern durchbrochen. Eine doppelläufige Freitreppe mit schmiedeeisernem Schmuckgeländer führt in die oberen Etagen. Halbkreisförmige Fenster finden sich nur in der ersten Etage, die übrigen sind hochrechteckig. Bossenwerk bildet die Umrandungen der Portale. Im Innenhof befindet sich ein Sitzungssaal mit elliptischem Grundriss, der zwei Stockwerke hoch und mit einer Kuppel überdacht ist. Erwähnenswert sind in diesem Flügel auch ein repräsentativer Gerichtssaal und die in den Korridoren des Gebäudes eingebauten Lavetars (kleine Trinkbrunnen).

#### Westlicher Flügel
Die Längsseite zur Strzeletzka ul. weist eine unsymmetrische zusammenhängende mit kleinen Versprüngen abgesetzte 22-achsige Fassade auf. Der Eingang kann nur mittels einer fünfstufigen Freitreppe erreicht werden. Beiderseits des Rundbogen-Portals sind ovale Fenster eingefügt. Über dem Portal ist der Sinnspruch „Suum Cuique“ eingemeißelt, der aus der Originalbauzeit stammt und in einer steinernen Schmucktafel mit ornamentalem Rahmen erhalten ist. Baulich deutlich abgesetzt ist das Eckgebäude nach Norden hin, das hier einen dreistöckigen abgetreppten Giebel sowie Eck- und Simsbetonungen aufweist. Etwa in der Mitte des Bauwerkteils ist ein zweistöckiger Erker (dritte und vierte Etage) angeordnet. Die Fenster bilden Paare, das Dachgeschoss ist zur Nutzung ausgebaut. Im mittleren Teil dieses Flügels befindet sich eine bogenförmige Toreinfahrt zum Kellergeschoss.

#### Nördlicher und östlicher Flügel
Beide Trakte sind relativ schmucklos, da sie zur Hofseite hin zeigen. Das nordwestliche Eckhaus trägt auch auf der Nordseite einen Ziergiebel. Ein am Nordflügel östlich angebautes Bauteil setzt sich in Gestaltung und Fensteranordnung vom übrigen Bauwerk ab und steht gegenüber dem Rechteckgrundriss einige Meter heraus.

#### Weitere Baudetails
Die meisten metallenen Schmuckelemente des Gebäudes hat der Architekt selbst entworfen und sie wurden von den vorgenannten beiden Kunstschmiedefirmen angefertigt, darunter: Treppengeländer, Heizungsverkleidungen, Oberlichtgitter für den großen Sitzungssaal und andere Schmuckelemente für Öffnungen.

## Behördengeschichte des Amtsgerichtes Danzig
In Danzig befand sich bis 1879 das Stadt- und Kreisgericht Danzig. Das königlich preußische Amtsgericht Danzig wurde mit Wirkung zum 1. Oktober 1879 als eines von neun Amtsgerichten im Bezirk des Landgerichtes Danzig im Bezirk des Oberlandesgerichtes Marienwerder gebildet. Der Sitz des Gerichtes war Danzig. Sein Gerichtsbezirk umfasste Stadt und Kreis Danzig. Am Gericht bestanden 1888 insgesamt 15 Richterstellen. Das Amtsgericht war damit das größte Amtsgericht im Landgerichtsbezirk. Gerichtstage wurden in Stutthof gehalten. Im Jahre 1920, zwei Jahre nach dem Ersten Weltkrieg, entstand die Freie Stadt Danzig, die vorherigen preußisch-deutschen Instanzen des Landgerichtes und des Amtsgerichtes blieben als Gerichte in der Freien Stadt Danzig bestehen. Jedoch änderte sich der Zuschnitt der Gerichtsbezirke durch die Gebietsabtretungen. 1931 waren am Gericht ein Direktor und 20 Richter beschäftigt. Mit der Dritten Verordnung betreffend Vereinfachungen und Ersparnisse in der Rechtspflege vom 3. Juli 1935 wurde das Amtsgericht Zoppot zum 1. Oktober 1935 aufgehoben und sein Sprengel dem Amtsgericht Danzig zugelegt.
Nach dem Überfall auf Polen endete 1939 die Staatlichkeit der Freien Stadt Danzig. Das Amtsgericht Danzig blieb als deutsches Amtsgericht bestehen. Im Jahre 1945 wurde der Amtsgerichtsbezirk unter polnische Verwaltung gestellt, und die deutschen Einwohner vertrieben. Damit endete auch die Geschichte des Amtsgerichtes Danzig.

## Nachnutzung des Gebäudekomplexes nach 1945
Nach dem Kriegsende 1945 und dem Übergang der Stadt Danzig (die nun Gdańsk hieß) an die Republik Polen entstand die Woiwodschaft Danzig, deren neue Justizbehörden sich an die bisherigen Strukturen und Arbeitsweisen anlehnten. Zusätzlich wurde aber ein Berufungsgericht gegründet (Sądowi Apelacyjnemu w Gdańsku), das der Stadt Toruń unterstand. Der Justizpalast in Danzig diente nun weiterhin als Hauptsitz der Justizbehörden; er war im Krieg nicht oder nur gering zerstört worden, im Gegensatz zur Danziger Altstadt.
Am 1. Januar 1951 wurde das Berufungsgericht in Gdańsk zum Landgericht und die Bezirksgerichte wurden abgeschafft. – Die Verwaltungsreform des Landes im Jahr 1975 führte zur Auflösung der Kreisgerichte der Woiwodschaft Danzig und zur (Neu-)Ernennung von Bezirksgerichten an deren Stelle. – Verbunden mit den stetigen organisatorischen Änderungen war auch ein stetiger Wandel der Nutzer des Gebäudes. – Seit den 2000er Jahren ist das Justizgebäude in der Nowe Ogrody Sitz des Danziger Landgerichtes mit einigen Unterabteilungen. Weitere Abteilungen sind jedoch ausgelagert auf Gebäude in der Straße des 3. Mai.

## Nutzer des Gerichtskomplexes zu Beginn des 21. Jahrhunderts (nur Nowe Ogrody; Auswahl)
- Sądowi Apelacyjnemu w Gdańsku (Appellationsgericht Danzig)[3]
- Gerichtsarchiv
- Gerichtsgutachter, Gerichtsmediziner, Schlichter, Gerichtsdolmetscher
- Sąd Okręgowy w Gdańsku (Bezirksgericht Danzig) mit folgenden Abteilungen:[16]
  - Zivilabteilung I
  - Zivilberufungsabteilung III
  - Strafkammer IV
  - Berufungsstrafkammer V
  - Strafvollzugsabteilung VI